# Pinanga quadrijuga
Pinanga quadrijuga är en enhjärtbladig växtart som beskrevs av François Gagnepain. Pinanga quadrijuga ingår i släktet Pinanga och familjen Arecaceae. Inga underarter finns listade i Catalogue of Life.